# Zusatzweiterbildung Sportmedizin
Die Zusatz-Weiterbildung Sportmedizin ist eine in der Musterweiterbildungsordnung der deutschen Bundesärztekammer von 2018 (MWBO) aufgeführte Zusatz-Weiterbildung für Fachärzte in einem Gebiet der unmittelbaren Patientenversorgung.

## Definition
Die Zusatz-Weiterbildung Sportmedizin umfasst in Ergänzung zu einer Facharztkompetenz die Beurteilung, Beratung und Betreuung gesunder und kranker Menschen im Kontext von körperlicher Aktivität, Inaktivität sowie Training im Leistungs-, Breiten-, Rehabilitations- und Behindertensport.

## Mindestanforderung
Um die Bezeichnung Sportmedizin führen zu dürfen, müssen Ärztinnen und Ärzte
- über die Facharztanerkennung in einem Gebiet der unmittelbaren Patientenversorgung verfügen und zusätzlich
- einen Weiterbildungskurs in Sportmedizin mit einem Umfang von 120 Stunden absolviert haben[2], zusätzlich
- 120 Stunden sportärztliche Tätigkeit in einem Sportverein oder einer anderen vergleichbaren Einrichtung absolviert haben und zusätzlich
- über Kenntnisse, Erfahrungen und Fertigkeiten in Sportmedizin nach den Vorgaben der (Muster-)-Weiterbildungsordnung verfügen.

Bei der Anmeldung zur Weiterbildungsprüfung müssen der zuständigen Ärztekammer  sämtliche Nachweise über die erfüllten Mindestanforderungen vorgelegt werden. Dazu gehören auch die Logbuch-Dokumentationen über alle durch die MWBO vorgegebenen Inhalte der Weiterbildung.

## Inhalte der Weiterbildung
Bei der Weiterbildungsprüfung muss man darlegen können, dass man Kenntnisse, Erfahrungen und Fertigkeiten unter anderem in folgenden Bereichen erlangt hat:
- Erfassung, Berücksichtigung, Einordnung und Bewertung akuter, chronischer und sportartspezifischer Belastungen aller beteiligter Organsysteme und deren Anpassungsreaktionen
- Beratung und Betreuung zu präventiven, therapeutischen und rehabilitativen Bewegungsangeboten
- Beurteilung von Rehabilitationsmaßnahmen und Belastbarkeit in den einzelnen Rekonvaleszenzphasen
- Durchführung relevanter allgemeiner und sportartspezifischer Messmethoden und deren Bewertung
- Beurteilung der körperlichen Leistungsfähigkeit in Abhängigkeit von Lebensalter, Geschlecht und sportlicher Aktivität
- Sportartspezifische Erste-Hilfe-Maßnahmen
- Betreuung von Menschen mit Behinderungen im Kontext körperlicher Aktivität und Sport
- Beurteilung der körperlichen Leistungsfähigkeit bei chronischen Erkrankungen
- Beratung und Betreuung von Personen mit funktionellen Beeinträchtigungen, Schäden und chronischen Krankheiten im Kontext körperlicher Aktivität und Sport
- Management und Bewertung erforderlicher Medikamenteneinnahme einschließlich exogener Hormongaben, z. B. Kontrazeptiva
- Anti-Doping-Management
- Beratung und Betreuung von Kindern, Jugendlichen, Frauen, Männern, Menschen mit Behinderungen und Senioren in verschiedenen Gruppen, z. B. im Bereich Leistungs-, Breiten-, Rehabilitationssport
- Sportmedizinische Bewertung der Bewegungs- und Trainingslehre, der Sportdidaktik und Sportmethodik
- Sportmedizinische Schulungsmaßnahmen von Übungsleitern

Die Inhalte der Musterweiterbildungsordnung sind allerdings nur eine Empfehlung für die rechtsverbindlichen Weiterbildungsordnungen der Landesärztekammern, die hiervon abweichende Regelungen treffen können.